# Trouble - Norwegian Live EP
Trouble – Norwegian Live EP je EP vydané anglickou alternativní rockovou kapelou Coldplay v létě roku 2001. Skládá se z pěti písniček nahraných na koncertu v Rockefeller Music Hall v Oslu v Norsku.

## Seznam skladeb
1. Trouble (Live at Rockefeller Music Hall) - 4:35
2. Shiver (Live at Rockefeller Music Hall) - 5:43
3. Sparks (Live at Rockefeller Music Hall) - 3:53
4. Yellow (Live at Rockefeller Music Hall) - 5:01
5. Everything's Not Lost" (Live at Rockefeller Music Hall) - 6:07